# Wallanlage Boizenburg

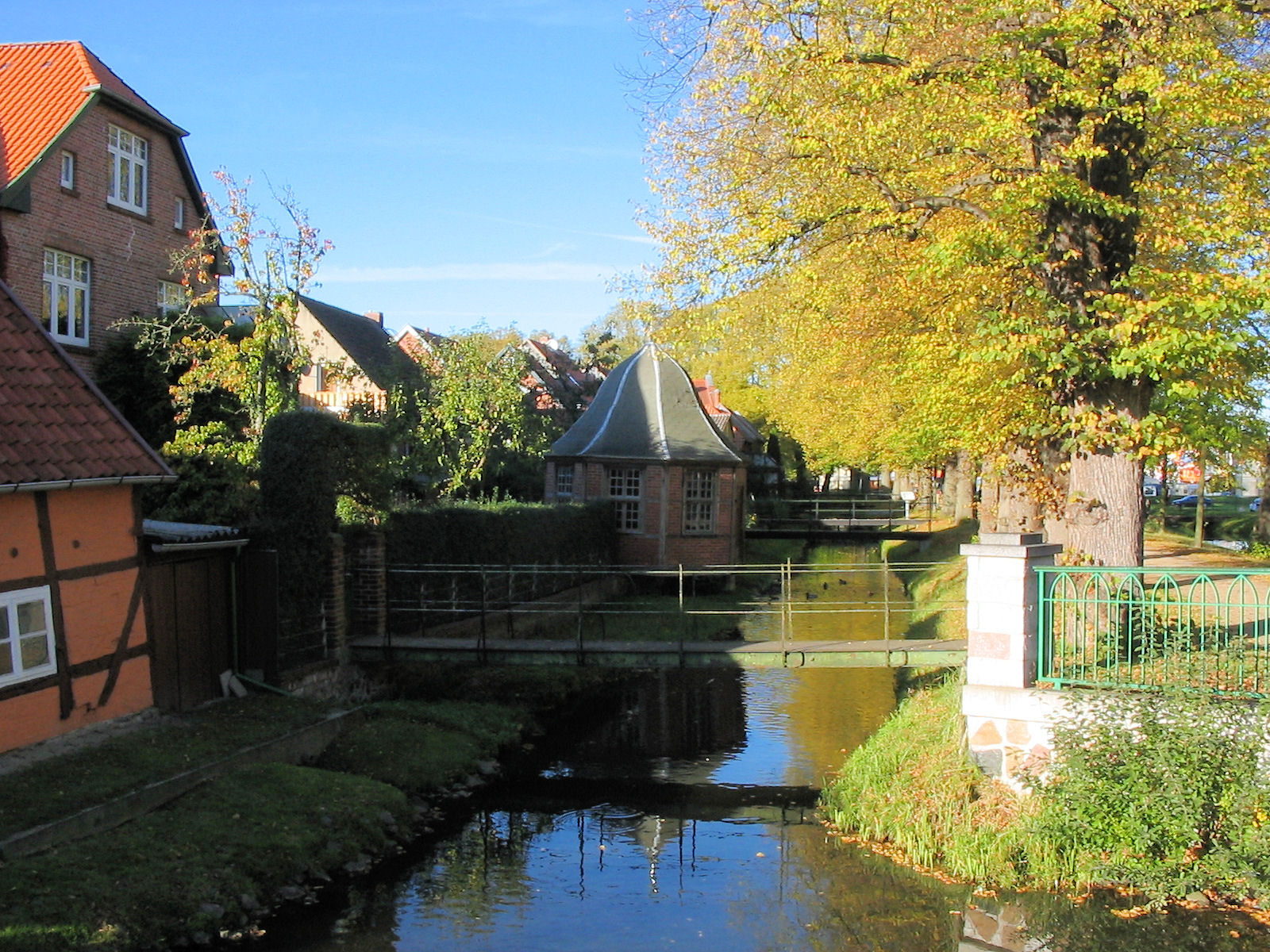
Graben, Brücken, Pavillon, 2007

Die Wallanlage Boizenburg in Boizenburg/Elbe (Mecklenburg-Vorpommern) stammt aus dem 12. Jahrhundert und war Teil der Befestigungsanlage der Stadt.
Die Anlage steht unter Denkmalschutz.

## Geschichte

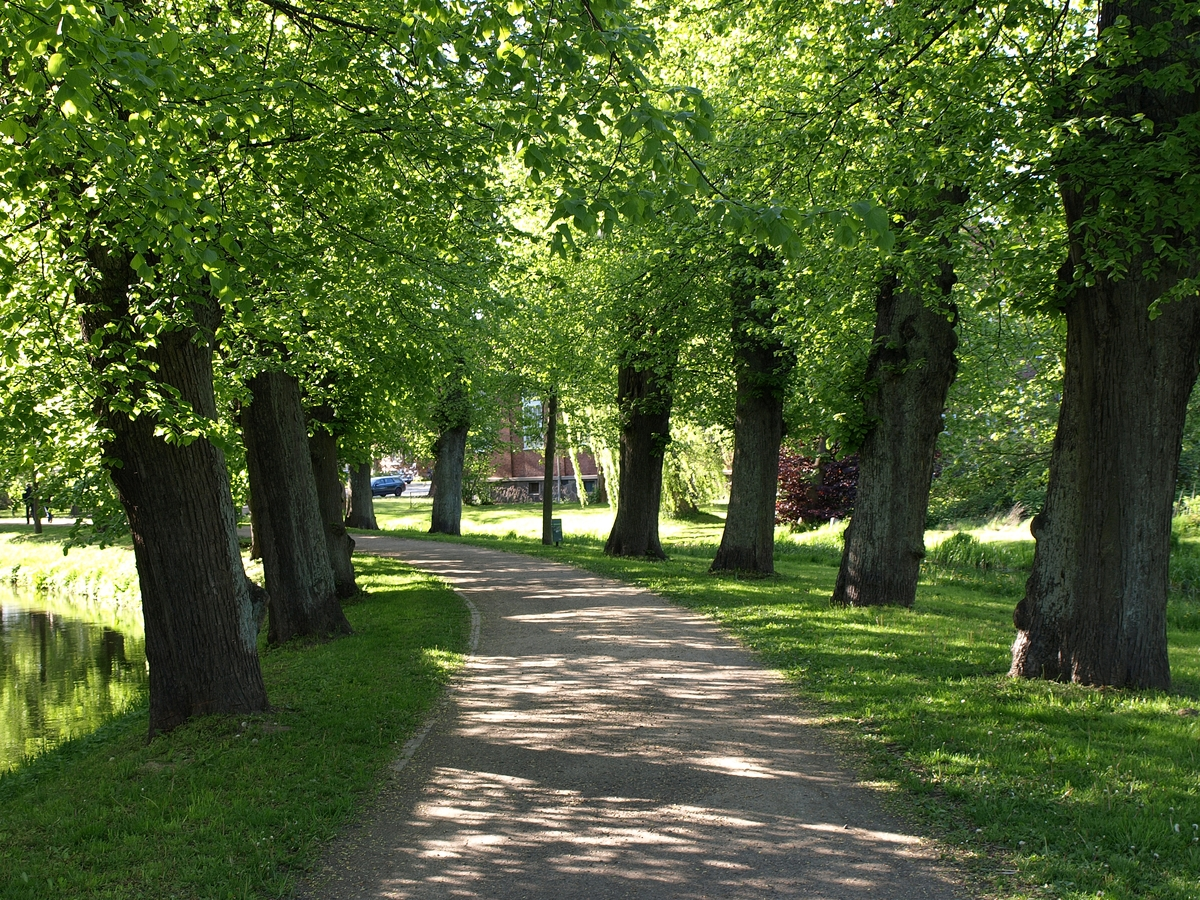
Lindenallee

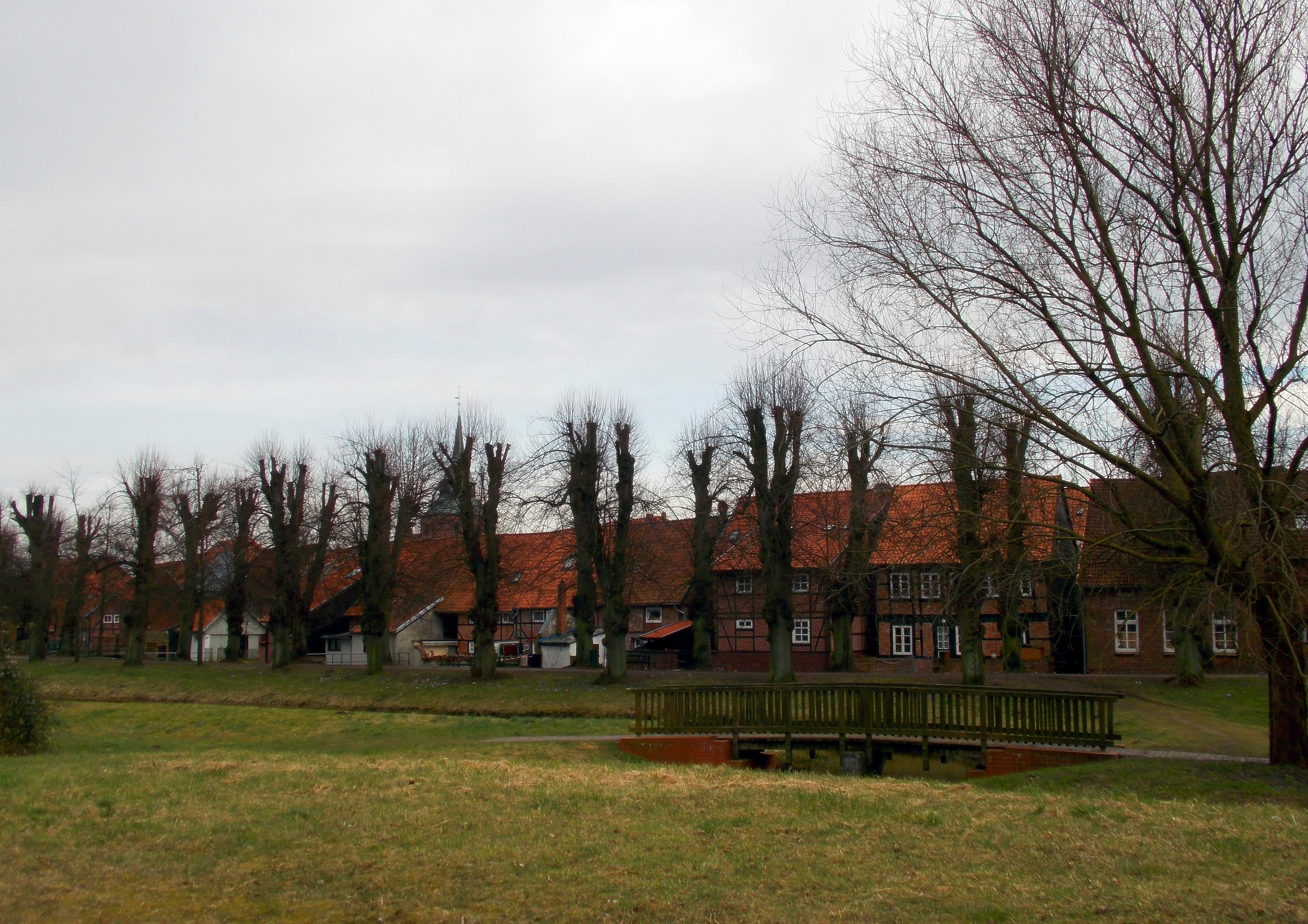
Wallanlage

Die Fliesenstadt Boizenburg mit 10.730 Einwohnern (2019) wurde 1171 erstmals erwähnt. 1267 erhielt sie das Lübecker Stadtrecht.
Im Fürstengarten entstand im 9. Jahrhundert eine slawische Niederungsburg. 1181 unterstand das Land Bernhard I. von Ratzeburg. Dieser errichtete auf dem heutigen Bollenberg die hölzerne Befestigung castrum wotmunde.
Die Wallanlage Boizenburg aus dem 12. Jahrhundert war Teil der Befestigungsanlage der slawischen Niederungsburg an der Boize, die 1208 geschleift wurde. Auf dem Burggelände veranlasste der Dänische König Waldemar II. den Bau einer mittelalterlichen Schlossanlage, zerstört 1644 im Dreißigjährigen Krieg von schwedischen Besatzungstruppen. Darauf entstand dann eine nicht erhaltene frühneuzeitliche Burganlage. 1323 wird eine Stadtmauer erwähnt, die 1380 erweitert wurde.
Die Stadtbefestigung bestand aus Mauer, Wall, Gräben, Büttelturm, Pulverturm und den zwei Stadttoren. Pulverturm und Büttelturm waren auch Stadtgefängnisse, Letzterer auch mit der Wohnung des Scharfrichters.
Das bewachte Markttor hatte zwei Durchgänge, das Mühlentor einen. Zwei weitere Zugänge führten über die Herrenbrücke als Zugbrücke am Langen Wall sowie über den Kurzen Wall zum Herrengarten. Der Stadtschließer am südlichen Mühlentor verschloss nachts die Zugänge.
Die Stadtmauer wurde nach dem großen Brand 1709 und dem Wiederaufbau der Stadt teilweise abgebrochen und als Baumaterial verwendet. Beide Stadttore und die Türme überstanden den Brand; auch sie wurden später abgebrochen. Im 18. Jahrhundert wurde der Wall abgetragen. Das Boizenburger Stadtwappen zeigt eine goldene Burg, die Mauer mit fünf Zinnen und ein offenes Tor.
Die Wallanlage besteht heute aus zwei parallel verlaufenden Wassergräben und einem dazwischen liegenden Wall als Spazierweg. Mit dem üppigen Baumbestand umschließt sie den Altstadtkern. Um die 45 Brücken (zumeist privat) über dem inneren Wallgraben gaben der Stadt den Beinamen Klein-Venedig des Nordens. Bemerkenswert ist der alte Lindenbaumbestand, der Ende des 18. Jahrhunderts angepflanzt wurde. Der südöstliche Altendorfer Teich bildete sich aus der Verbreiterung des äußeren Wallgrabens.
An der nördlichen Großen Wallstraße (Nr. 3, 4a, 6, 7, 9, 11, 12, 14 – 19, 21, 24–26, 28) und der östlichen Kleinen Wallstraße (Nr. 6–8, 17, 29, 30) stehen viele Häuser, vor allem Fachwerkgebäude, die unter Denkmalschutz stehen. Der kleine sechseckige, um 1980 sanierte Wallpavillon stammt aus der Barockzeit, trägt einen bronzenen Morgenstern und ist eine Außenstelle des Standesamtes Boizenburg. Die westliche und südliche Straße Am Fährgraben markiert diesen Bereich der früheren Stadtbefestigung.
Die Wallanlagen sowie einige (13) Wallbrücken wurden 1999/2000 im Rahmen der Städtebauförderung saniert.

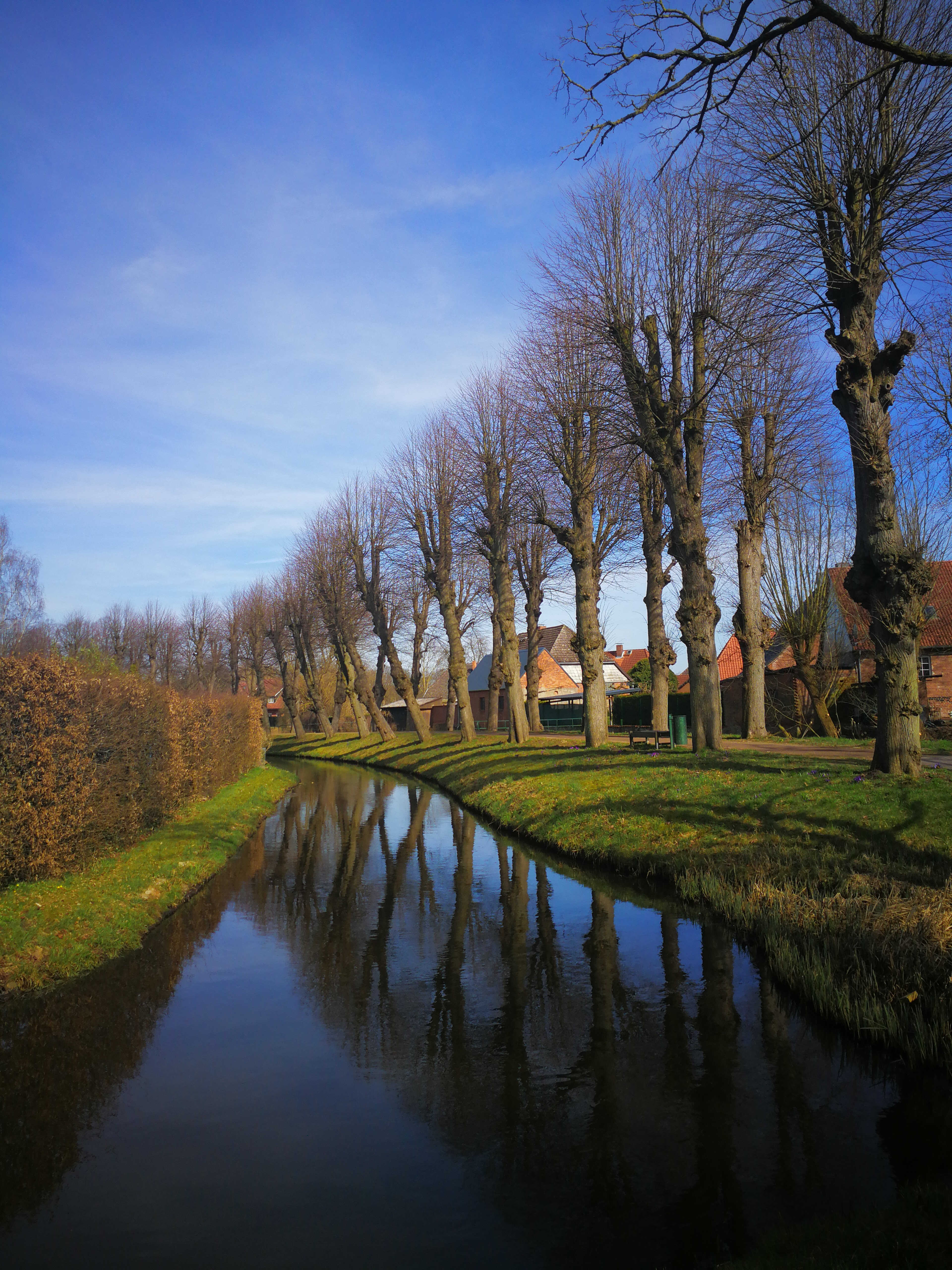
Lindenallee der Wallanlage
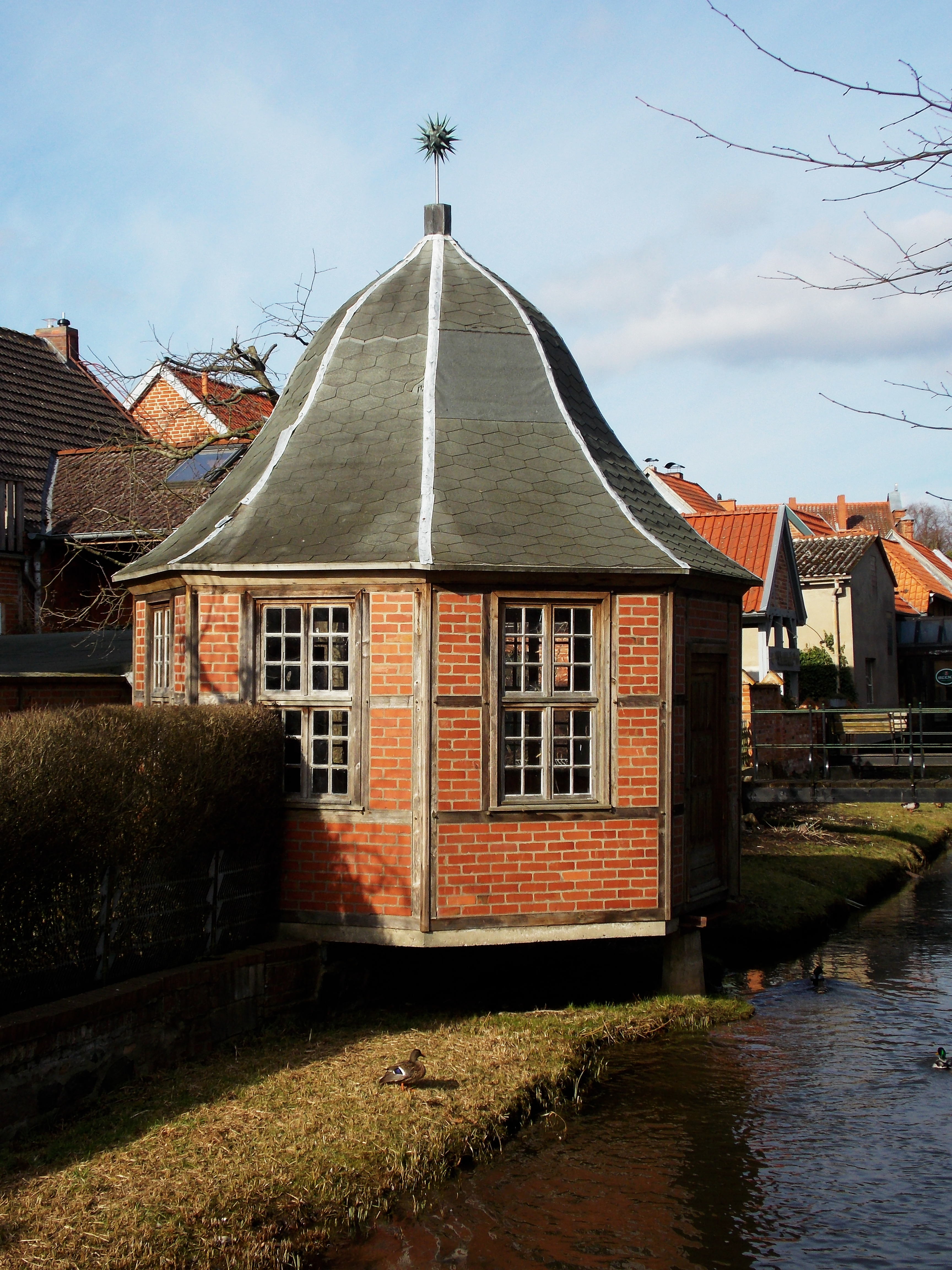
Pavillon